# Brytyjskie Wyspy Dziewicze na Mistrzostwach Świata w Lekkoatletyce 2022
Brytyjskie Wyspy Dziewicze na Mistrzostwach Świata w Lekkoatletyce 2022 – reprezentacja Brytyjskich Wysp Dziewiczych podczas mistrzostw świata w Eugene liczyła 2 zawodników, którzy nie zdobyli żadnego medalu.

## Skład reprezentacji

### Mężczyźni
| Zawodnik       | Konkurencja                | Eliminacje | Eliminacje | Półfinał | Półfinał | Finał | Finał   | Źródło |
| Zawodnik       | Konkurencja                | Wynik      | Pozycja    | Wynik    | Pozycja  | Wynik | Pozycja | Źródło |
| -------------- | -------------------------- | ---------- | ---------- | -------- | -------- | ----- | ------- | ------ |
| Kyron McMaster | Bieg na 400 m przez płotki | 49.98      | 20. Q      | DNS      | DNS      | NQ    | NQ      | [ 1 ]  |

### Kobiety
| Zawodniczka       | Konkurencja   | Eliminacje | Eliminacje | Półfinał | Półfinał | Finał | Finał   | Źródło |
| Zawodniczka       | Konkurencja   | Wynik      | Pozycja    | Wynik    | Pozycja  | Wynik | Pozycja | Źródło |
| ----------------- | ------------- | ---------- | ---------- | -------- | -------- | ----- | ------- | ------ |
| Beyonce Defreitas | bieg na 200 m | 23.81      | 42.        | NQ       | NQ       | NQ    | NQ      | [ 2 ]  |